# Фроуард
Фро́уард (Фроуорд, Фро́уэд, исп. Cabo Froward) — мыс на берегу Магелланова пролива, на полуострове Брансуик, примерно в 100 км к югу от Пунта-Аренаса, самая южная континентальная точка Южной Америки. Расположен на территории республики Чили.
В переводе с английского Froward означает «своевольный, поступающий наперекор, неблагоприятный». Такое название он получил в январе 1587 года от английского пирата Т. Кэвендиша из-за сложных условий прохождения мимо него и неблагоприятного климата.
На мысе стоит большой металлический крест Cruz de los Mares, построенный в честь визита папы римского Иоанна Павла II в Чили в 1987 году. Планы установки креста на мысе существовали ещё с 1913 года.
На противоположном от мыса берегу пролива расположен маяк. Ближайшее постоянное поселение находится в 40 км к северу от мыса.
- Мыс Фроуард